# Карпането Пиачентино
Карпанѐто Пиачентѝно (на италиански: Carpaneto Piacentino, на местен диалект Carpanè, Карпане) е градче и община в северна Италия, провинция Пиаченца, регион Емилия-Романя. Разположено е на 114 m надморска височина. Населението на общината е 7681 души (към 2010 г.).